# Glenida puncticollis
Glenida puncticollis là một loài bọ cánh cứng trong họ Cerambycidae.